# Ivan Ouhel
Ivan Ouhel, byl český malíř, grafik a pedagog.

## Život

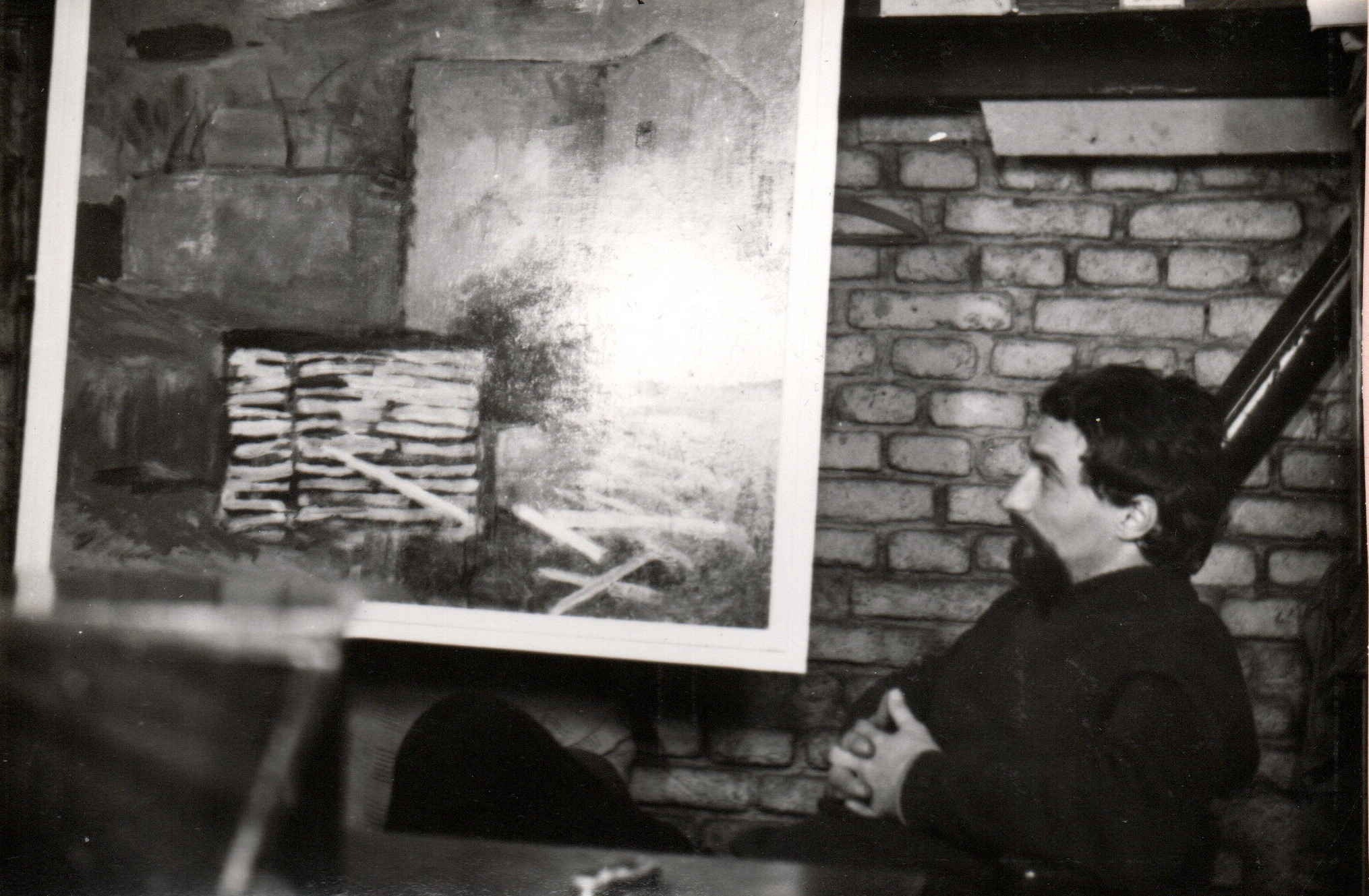
Ivan Ouhel ve svém ateliéru v roce 1971 před jedním ze svých obrazů

Ivan Ouhel se narodil v roce 1945 v Ostravě.
Studoval v letech 1968-1974 na Akademii výtvarného umění v Praze u profesora Karla Součka.
Byl členem umělecké skupiny Volné seskupení 12/15 Pozdě, ale přece (spolu s výtvarníky jako Jiří Beránek, Václav Bláha, Kurt Gebauer, Ivan Kafka, Vladimír Novák, Jiří Načeradský, Michael Rittstein, Tomáš Švéda).
V letech 1984 a 1988 se účastnil prestižního Bienále v italských Benátkách. Od roku 1992 byl členem znovuobnoveného spolku Umělecké besedy.
Na české výtvarné scéně se Ivan Ouhel prosadil především jako sebevědomý malíř české krajinomalby druhé poloviny dvacátého století.
Vystavoval jak v České republice, tak i v zahraničí.

## Samostatné výstavy (výběr)
- 1975 – Galerie D, Praha (spolu s P.Hanou)
- 1977 – Tylův památník, Kutná Hora (s Evou Adamcovou)
- 1979 – Divadlo v Nerudovce, Praha
- 1983 – Galerie hl.m.Prahy, Praha
- 1985 - Galerie výtvarného umění, Cheb
- 1986 – Galerie umění, Karlovy Vary
- 1987 – Obvodní kulturní středisko Opatov, Praha
- 1988 – Oblastní galerie, Liberec
- 1989 – Galerie umění, Karlovy Vary (spolu s T. Švédou)
- 1990 – Dům umění, Opava
- 1990 - Oblastní galerie výtvarného umění, Roudnice n. L. (spolu s Tomášem Švédou)
- 1991 – Galerie Via Art, Praha
- 1992 – Galerie Gema, Praha
- 1993 – Nová síň, Praha (spolu s M.Rosellim)
- 1994 – Ivan Ouhel: Výběr z díla, Oblastní galerie, Liberec
- 1995 – Galerie 60/70, Praha
- 1995 – Ateliér Roselli, Florencie (Itálie)
- 1995 – Kresby, Galerie Gema, Praha
- 1995 - Ivan Ouhel: Obrazy, objekty, kresby. Galerie výtvarného umění v Chebu
- 1995 - Ivan Ouhel: Obrazy, Soukromá galerie Ve věži, Mělník
- 1996 – Ivan Ouhel: Obrazy, Městské muzeum a galerie v Hranicích - výstavní síň synagoga, Hranice na Moravě
- 1996 – Obrazy z 90. let, Státní galerie, Zlín
- 1997 – Obrazy z 90. let, Dům umění - výstavní síň města České Budějovice
- 1998 – Tvorba z devadesátých let, Čas obrazu, České muzeum výtvarných umění, Praha
- 1999 – Malba, Galerie J. Jílka, Šumperk
- 1999 – Výběr z díla 1970-1999, Západočeská galerie, Plzeň
- 2000 – Výběr z díla 1970-1999, Galerie výtvarného umění, Hodonín
- – Výběr z tvorby, Oblastní galerie Vysočiny, Jihlava
- – Ivan Ouhel: obrazy, kresby, Galerie z ruky, Křižovice u Doubravníku
- 2001 – Obrazy, kresby, Galerie Magna, Ostrava
- 2002 - Ivan Ouhel: Souvislosti, Galerie Klatovy – Klenová
- 2003 - Terra genetrix, GVU v Mostě
- 2006 – Ivan Ouhel: Figury a práce na papíru, Krajská galerie výtvarného umění, Zlín
- 2006 - Ivan Ouhel: Obrazy, Hrádek, Kutná Hora (s E. Adamcovou)
- - Ivan Ouhel: Obrazy, Foyer Městského divadla v Kolíně
- 2007 – Ivan Ouhel: Figury a práce na papíru, SGVU Litoměřice
- 2008 - Kresby, Galerie Magna, Ostrava

– Proměny krajiny/konstrukce prostoru, Topičův salon, Praha
- 2009 – Jihovýchod..., Galerie Sýpka, Valašské Meziříčí

– Objevený prostor, Galerie GEMA, Kolowratský palác, Praha
- 2010 – Nová tvorba, Galerie Státního hradu a zámku Jindřichův Hradec
- 2011 – Ivan Ouhel: Ze sbírky České pojišťovny, Galerie České pojišťovny, Praha

- Ivan Ouhel: Obrazy, Galerie Doma, Kyjov
- 2012 – Rozhraní, Galerie Františka Drtikola, Příbram
- 2013 – Ivan Ouhel, Galerie města Trutnova

– Geometrie a světlo, INCORNICIARTE, Verona
- Ivan Ouhel: Tutti Colori, 2013 - 2014, Roudnice nad Labem
- 2014 - Ivan Ouhel, PRK Partners, Praha

- Cesta světla a tmy, České Budějovice
- Ivan Ouhel: Barevný svět, Praha
- 2015 - Nad i pod rovníkem, Paříž, Francie
- 2015 - Práce na papíře z let 1969 - 2015, Praha
- 2016 - Barevné prostory, Hranice na Moravě
- 2017 - Ivan Ouhel, Vrchlabí

## Externí zdroje
- "Ivan Ouhel", CV na Livebid.cz
- Ivan Ouhel v prezentaci galerie GEMA
- Ivan Ouhel na Sophistica Gallery